# Ceroxylon quindiuense
Ceroxylon quindiuense là một loài thực vật trong họ Arecaceae. Loài này được  (H.karst.) H.wendl. mô tả khoa học lần đầu tiên vào năm 1860. Đây là một loài cây có nguồn gốc tại những khu rừng miền núi ẩm ướt của dãy Andes tại Colombia.

## Mô tả

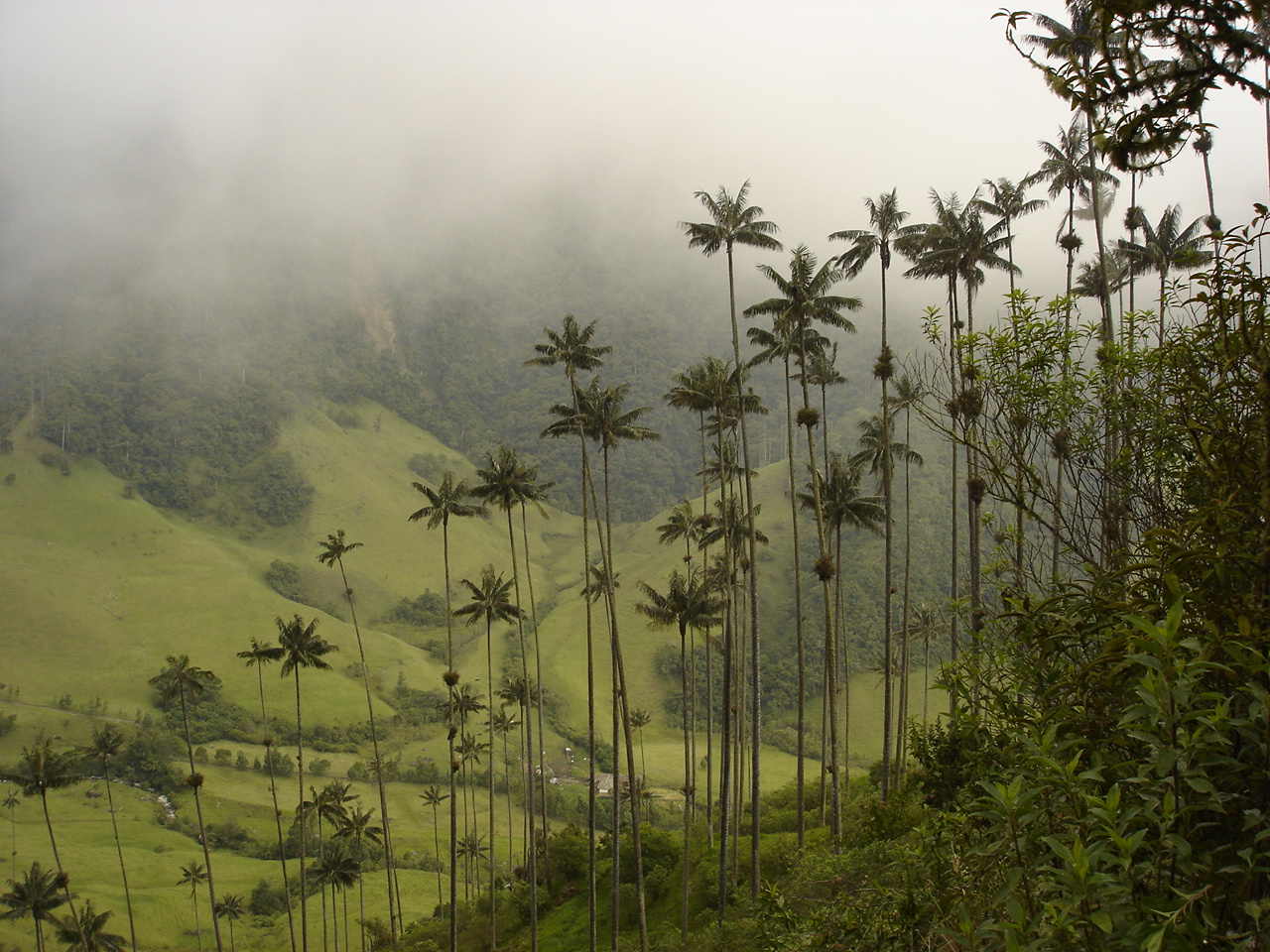
Thung lũng Cocora (Colombia) với những cây Ceroxylon quindiuense.

Loài cau này có thể phát triển đến chiều cao 45 m (148 ft)—và có khi, cao tới 60 m (200 ft). Đây là loài thực vật một lá mầm cao nhất thế giới. Thân cây hình trụ trơn nhẵn, sáng màu, được phủ sáp. Lá cây màu lục sậm hoặc hơi xám, dài 185–540 cm, với cuống lá dài tới 80 cm. Quả hình cầu có màu cam-đỏ khi chín, đường kính 1.6–2 cm.

## Sinh thái học
Nó mọc thành những quần thể lớn và dày đặc dọc theo miền trung và đông Andes tại Colombia (hiếm thấy tại miền tây Andes thuộc Colombia), phạm vi phân bố đứt đoạn tại vùng Andes của miền bắc Peru. Chúng sống tại nơi có độ cao 2.000 và 3.100 m (6.600 và 10.200 ft) trên mực nước biển. Quãng thời gian sinh sản tối thiểu của nó là 80 năm. Chúng cung cấp môi trường sống có nhiều sinh vật khác, gồm cả các loài bị đe dọa như Ognorhynchus icterotis.